# Vävbredd
Vävbredd är den faktiska bredd en väv har sedan tyget tagits ner ur vävstolen, och inte som man kan tro den bredd som man väver när varpen sitter i vävstolen.
Med hänsyn till varp och inslag sker en omedelbar krympning på bredden när tygets spänning släpps vid nertagningen ur vävstolen.